# Валеріан Алембек
Валеріан Альнпек (Альнпех), полонізоване Валеріан Алембек (?, Львів — 16 лютого 1676, Львів) — вчений, львівський міщанин, багатолітній лавник, райця та бурмистр міста Львова.

## Життєпис
Син Яна Альнпека.
Навчався у Краківському університеті (у 1634 році здобув ступінь бакалавра, у 1638 — маґістра). У 1638 році — професор Замойської академії, спочатку математики, потім філософії. У 1646-1648 роках навчався в Падуанському університеті, тут став доктором медицини. 1650—1652 — ректор Замойської академії. Після відставки переїхав до Львова, у 1653 році став лавником, у 1654 — райцею. Завдяки вченості, відмінній мові був у складі делегації для перемовин з Богданом Хмельницьким під час облоги Львова у 1655 році. У 1659 році як львівський війт впливав на полагодження домових суперечок. Мав найбільшу свого часу приватну збірку книжок, яку склали 3 покоління роду. Друком виходили його панегірики. Королем Міхалом Корибутом-Вишневецьким був призначений лікарем королівського двору.
Його боржниками були, зокрема: Сапіги (борг — 1640 злотих), Костянтин Вишневецький (4551 зл. під заставу срібних речей та карти з підписом князя), Сенявські (2000 зл. під заставу клейнодів), гетьман Януш Радзивілл (2630 зл. без застави), брацлавська воєводина Потоцька (2764 зл.), колишній львівський староста Ян Цетнер (800 зл.) та інші.
У 1653 році одружився у Львові з Катажиною Габерманувною. Діти: Людвік Валеріян, Ян, Юзеф, донька — дружина Зиґмунта Ґінтера.